# AMA (Roma)
AMA S.p.A. (acronimo di Azienda Municipale Ambiente) è una società in house che gestisce per conto dell'ente Roma Capitale, suo socio unico, la raccolta, il trattamento e lo smaltimento dei rifiuti solidi urbani, l'espletamento dei servizi cimiteriali e la nettezza urbana nel territorio di Roma. Si tratta del maggiore operatore nella gestione integrata dei servizi ambientali in Italia.

## Storia

### La nettezza urbana a Roma tra l'Ottocento e il Novecento
Sotto l'amministrazione pontificia di Roma le funzioni di nettezza urbana furono affidate allo Stato ed esercite dalla Prefettura delle acque e strade, anche durante la breve parentesi della Repubblica Romana. Nel 1864 la Prefettura fu soppressa e il compito passò all'amministrazione comunale, che bandì un'apposita gara d'appalto e questo sistema proseguì anche dopo l'annessione di Roma al Regno d'Italia fino all'esaurimento, nel maggio 1886, dell'ultimo appalto assegnato. A partire da quell'anno, infatti, il comune istituì un proprio servizio in economia della nettezza urbana.
Sotto il governatorato di Roma il servizio rimase gestito in economia dal comune nelle zone centrali mentre fu affidato in appalto nelle zone periferiche. Tra le competenze di questo servizio rientravano: la pulizia delle strade, il ritiro dei rifiuti domestici, l'innaffiamento, le attività di contrasto alle mosche e la costruzione, manutenzione, pulizia e disinfezione degli orinatoi e lavatoi pubblici a cui si affiancavano altre attività straordinarie come la rimozione di neve e grandine, l'approvvigionamento di acqua potabile in zone prive del servizio ed eventuale ausilio ai vigili del fuoco. Durante l'amministrazione fascista è rilevante l'assegnazione di questi appalti ad imprese private come l'Impresa Elia Federici, l'Impresa Tudini & Talenti e la Romolo Vaselli, spesso in connessione agli appalti per la manutenzione stradale.
Con la fine del secondo conflitto mondiale si manifestò l'intenzione di riportare in mano completamente pubblica il servizio, sebbene gli eventi bellici avessero fortemente danneggiato sia il servizio in economia del comune che le imprese appaltatrici, i cui contratti sarebbero scaduti tra la seconda metà degli anni '40 e la prima metà degli anni '50. Vista la penuria di mezzi anche il servizio di trasporto dei rifiuti fu appaltato ad imprese come la Società Cooperativa Consorzio Ortofrutticoli Roma e Orticultori Romagnoli, la SATUR (Società Anonima Trasporti Utilizzazione Residui) e la Demetra.

### La municipalizzazione del servizio
Nel corso della seconda metà del Novecento si decise di abbandonare progressivamente questo partenariato pubblico-privato fino ad arrivare alla completa municipalizzazione del servizio. Il consiglio comunale con deliberazione n° 4680 del 10 dicembre 1992 ha istituito l'Azienda Municipale Nettezza Urbana (AMNU) in forma di azienda speciale, poi rinominata con deliberazione del consiglio n° 73 del 7 giugno 1994 in Azienda Municipale Ambiente (AMA). Infine, con la deliberazione n° 141 del 2 agosto 2000, il consiglio ha optato per la trasformazione in società per azioni unipersonale, con il comune come socio unico.
Nel 2009 ha incorporato le società controllate AMAgest, AMA Fleet Maintenance S.r.l. (nata nel 2005) e CTR. Su iniziativa del comune di Roma, al fine di aumentare il capitale sociale dell'azienda, quest'ultimo nel 2010 le ha conferito il complesso del Centro carni di Tor Sapienza. Nel 2015 ha incorporato la controllata AMA Soluzioni Integrate S.r.l.

## Dati societari

### Struttura organizzativa
AMA è una società per azioni unipersonale soggetta all'attività di direzione e coordinamento da parte dell'ente pubblico Roma Capitale. I servizi sono gestiti sulla base di appositi contratti di servizio stipulati con l'ente e l'importo pagato da Roma Capitale ad AMA viene ricavato principalmente dalla tassa sui rifiuti (Ta.Ri.). Il modello di governo d'impresa di AMA è di tipo dualistico e si compone di un consiglio di amministrazione o amministratore unico, in entrambi i casi nominati dal socio unico nella persona del Sindaco previa approvazione dell'assemblea dei soci, e di un collegio sindacale, nominato dall'assemblea dei soci e composto da cinque sindaci di cui uno presidente, due effettivi e due supplenti.

### Attività
AMA gestisce gran parte dei servizi pubblici locali di rilevanza economica in materia ambientale, funeraria, di servizi urbani e territoriali, di servizi industriali al territorio e delle pulizie nel territorio di Roma. Tali attività sono state assegnate con deliberazioni n° 52 e 53 dell'Assemblea capitolina del 25 e 26 settembre 2015 per la durata rispettiva di 15 anni per i servizi afferenti all'igiene urbana e 9 anni per i servizi cimiteriali. L'azienda ha 7 085 dipendenti (2021) e registra un totale di 2 876 614 utenze. AMA inoltre pulisce circa 3370 km di strade per una superficie totale di 1287 km² e gestisce gli 11 cimiteri comunali della città.
Secondo il proprio statuto la società si occupa di:
- acquisizione, progettazione, realizzazione e gestione di impianti industriali di trattamento e smaltimento rifiuti;
- gestione del ciclo integrato dei rifiuti tramite la raccolta di: rifiuti urbani, secondo un modello a cinque frazioni: umido (rifiuto urbano biodegradabile), secco riciclabile (multimateriale leggero costituito dagli imballaggi in plastica e metallo e cellulosico costituito da carta, cartone e cartoncino), vetro monomateriale e secco residuo (rifiuto urbano residuo); indumenti e accessori usati; pile e farmaci scaduti; rifiuti ingombranti e rifiuti di apparecchiature elettriche ed elettroniche (RAEE); siringhe usate e amianto abbandonati su suolo pubblico. La raccolta di questi può avvenire sia in modalità porta a porta che presso cassonetti e campane stradali; inoltre i rifiuti ingombranti e RAEE possono essere raccolti presso gli appositi centri di raccolta, fissi e mobili, o, su richiesta, a domicilio.
- spazzamento e pulizia di: strade (urbane, tratti urbani di strade statali e provinciali, private aperte al pubblico transito) e piazze, parcheggi pubblici in concessione alla pubblica amministrazione, sottopassi e sovrappassi pedonali, marciapiedi, aree spartitraffico asfaltate o pavimentate, franchi laterali, mercati rionali e piste ciclabili che insistono su sede pavimentata;
- diserbo in prossimità di strade e marciapiedi;
- interventi di protezione civile ambientale ed antincendio;
- produzione e commercializzazione di compost;
- promozione di azioni d'informazione e sensibilizzazione dei cittadini sui temi di igiene urbana e gestione dei rifiuti;
- gestione integrata dei servizi cimiteriali che include: realizzazione, manutenzione ordinaria e straordinaria, ristrutturazione dei cimiteri di Roma, trasporti funebri, gestione delle concessioni di loculi e aree per tombe private, operazioni cimiteriali (come ad esempio inumazioni/estumulazioni e cremazioni), servizi necroscopici (anagrafe mortuaria, polizia mortuaria, trasporto e fornitura di feretri per non abbienti, funerali per indigenti, deposito di osservazione e obitorio) e attività di supporto ai servizi cimiteriali (come vigilanza all'interno degli ambienti cimiteriali, controllo per l'edilizia privata, illuminazione votiva nel cimitero Laurentino, servizio navetta nel cimitero del Verano e gestione delle richieste per cerimonie commemorative).[16]

### Società partecipate
L'azienda detiene diverse partecipazioni azionarie in altre aziende:
- Fondo Immobiliare Ambiente (100%): fondo comune di investimento di tipo chiuso e gestito da IDeA FIMIT SGR S.p.A. per la valorizzazione e liquidazione del patrimonio immobiliare aziendale;
- Fondo Immobiliare Sviluppo (100%): fondo comune di investimento alternativo immobiliare riservato e gestito da BNP Paribas SGR S.p.A. per la valorizzazione e liquidazione del patrimonio immobiliare aziendale;
- Servizi Ambientali Gruppo AMA S.r.l. in liquidazione (87,5%): società controllata e partecipata anche da diversi enti pubblici,[17] nata nel 1963 ed attiva nel settore dei servizi ambientali. Dal 2010 è sottoposta alle procedure di scioglimento e liquidazione;[18]
- Consorzio Ecologico Massimetta - Co.E.Ma. (67%): società partecipata da AMA, indirettamente attraverso Ecomed S.r.l., e da Pontina Ambiente S.r.l. (23%), è incaricata della progettazione, realizzazione e gestione di un impianto per la produzione di energia elettrica da biomasse e/o rifiuti ad Albano Laziale;[19]
- Roma Multiservizi S.p.A. (51%): società controllata e partecipata anche da Rekeep S.p.A. e La Veneta Servizi S.p.A. (49%),[20] svolge servizi di igiene ambientale e global service presso istituzione scolastiche, sul litorale e nei musei;
- Ecomed S.r.l. (50%): società controllata insieme alla partecipata Acea S.p.A. e incaricata della progettazione, realizzazione e gestione degli impianti per la termovalorizzazione di rifiuti solidi urbani, industriali e speciali;
- E.P. Sistemi S.p.A. (40%): società controllata da Lazio Ambiente e funzionale alla gestione dell'impianto per la produzione di combustibile da rifiuto (CDR) di Colleferro;
- Fondazione Amici del Teatro Brancaccio in liquidazione (38%): fondazione senza scopo di lucro per il rilancio del teatro Brancaccio e delle attività teatrali in periferia;
- Marco Polo S.r.l. in liquidazione (34,23%): joint venture con Acea S.p.A. (32,89%) ed EUR S.p.A. (32,89%) nata nel 2002 ed attiva nella gestione di impianti elettrici ed elettronici, di riscaldamento, di climatizzazione, idraulici, antincendio, di trasporto gas oltre che di ascensori e montacarichi. Dal 2013 è sottoposta alla procedura di liquidazione volontaria;[21]
  - GEA S.r.l. (100%): società controllata indirettamente attraverso la collegata Marco Polo S.r.l. nata nel 2006 per la progettazione esecutiva e realizzazione di due edifici per l'ampliamento della sede centrale dell'Istituto nazionale di geofisica e vulcanologia (INGV) nonché delle attività di manutenzione straordinaria e ordinaria dell'intero complesso immobiliare;[22]
- Società per il Polo Tecnologico Romano S.p.A. (0,072%): società incaricata di realizzare aree organizzate per l'attrazione di iniziative imprenditoriali in campo tecnologico al fine dello sviluppo dell'occupazione;
- Acea S.p.A. (0,02%): società multiservizi controllata da Roma Capitale (51%) e partecipata anche da Suez e Caltagirone attiva nei settori della distribuzione di acqua ed elettricità;
- Le Assicurazioni di Roma - Mutua Assicuratrice Romana (9%): società di mutua assicurazione nata nel 1971 e partecipata anche da Roma Capitale (74,35%), ATAC (13,5%) e Cotral (3,15%), incaricata della gestione delle attività assicurative relative al patrimonio ed ai compiti istituzionali dei soci;
- C.I.C. - Consorzio Italiano Compostatori (5 quote): consorzio partecipato da oltre 130 soci per la promozione e valorizzazione delle attività di riciclo dei rifiuti organici per la produzione di ammendante organico.

Precedentemente l'azienda deteneva una partecipazione dello 0,1% in Consorzio Elis, ceduta nel 2017, del 29% in Cisterna Ambiente, ceduta alla stessa società nel 2020, in Co.Ri.Se. Consorzio Riciclaggio Scarti Edili (50%), consorzio la cui liquidazione si è conclusa nel 2017 con la cancellazione dal registro delle imprese di Roma, e in Fondazione Insieme per Roma (33,33%), ente cancellato dal registro prefettizio e il cui codice fiscale è stato chiuso presso l'Agenzia delle entrate nel 2015.

## Sedi e impianti
Il quartier generale di AMA è situato in via Calderon de la Barca, 87 nel territorio del Municipio VIII a Roma. L'azienda dispone inoltre di: diverse sedi zonali dislocate nei vari municipi della città, impianti in cui tratta parte dei rifiuti raccolti, centri di raccolta e aree per la raccolta degli sfalci oltre che autorimesse per i veicoli della flotta aziendale.

### Autorimesse
AMA possiede cinque autorimesse e sedi operative:
- Stabilimento Ponte Malnome: sito in via Benedetto Luigi Montel, 61/63 e presso cui è situato anche un termovalorizzatore per rifiuti ospedalieri;
- Stabilimento Rocca Cencia: sito in via di Rocca Cencia, 301 e presso cui è situato anche il Polo impiantistico omonimo;
- Stabilimento Romagnoli: sito in viale dei Romagnoli, 1167;
- Stabilimento Salaria: sito in via Salaria, 981 e presso cui era situato il Polo impiantistico omonimo, dismesso nel 2018;
- Stabilimento Tor Pagnotta: sito in via di Tor Pagnotta, 100.

### Centri di raccolta
AMA gestisce 12 centri di raccolta sparsi in nove municipi di Roma e adibiti alla raccolta differenziati di: rifiuti ingombranti, calcinacci, elettrodomestici e apparati elettronici (RAEE), batterie al piombo, metalli, legname, carta e cartone, consumabili da stampa, sfalci e potature, vernici e solventi, oli vegetali, oli lubrificanti, farmaci scaduti, pile e neon. Ad essi si aggiungono cinque aree attrezzate per la sola raccolta di sfalci e potature, queste ultime presenti in quattro municipi.

### Impianti per il trattamento dei rifiuti
L'azienda è proprietaria di diversi impianti per il trattamento dei rifiuti di cui: un impianto di compostaggio adibito al trattamento della frazione organica, un termovalorizzatore per rifiuti ospedalieri, due impianti per la selezione di multimateriale e due impianti di trattamento meccanico-biologico. Ad essi si aggiungono una piattaforma intermodale per il trasporto su rotaia dei rifiuti presso la stazione di Roma Ostiense e un tritovagliatore mobile:
- Impianto di selezione multimateriale (VRD): sito in via Laurentina al km 24,500, nel comune di Pomezia, tratta circa 70 tonnellate di plastica, vetro, alluminio e banda stagna, che vengono poi indirizzati ai consorzi di filiera per il riciclaggio;[28]
- Piattaforma intermodale: sita all'interno della stazione di Roma Ostiense, si occupa del trasporto su rotaia circa 300 tonnellate di rifiuti al giorno, che raggiungono la stazione di Ponte Galeria per essere smaltiti negli impianti di Colari;
- Polo impiantistico di Rocca Cencia: sito in via di Rocca Cencia, 301, nell'omonima frazione, ed entrato in funzione nel 2006, è suddiviso in due impianti: il primo, denominato impianto di selezione e trattamento meccanico-biologico, consente di separare la frazione secca, destinata a diventare combustibile solido secondario (CSS), da quella umida, trattata per la produzione della frazione organica stabile (FOS) e può trattare 750 tonnellate di rifiuti al giorno; il secondo, denominato impianto di selezione multimateriale da raccolta differenziata, si occupa della separazione delle frazioni di multimateriale raccolte attraverso la raccolta differenziata (imballaggi di plastica, vetro, alluminio e banda stagnata) al fine di indirizzarle presso i consorzi di filiera per il riciclaggio; quest'ultimo può gestire fino a 100 tonnellate di rifiuti al giorno;[29]
- Polo impiantistico Salario: sito in via Salaria, 981, in frazione Villa Spada, trattava i rifiuti indifferenziati dividendoli in frazione secca (destinata a diventare CSS) e frazione organica (destinata a diventare FOS). L'impianto, suddiviso in cinque sezioni, aveva una capacità di trattamento di 750 tonnellate di rifiuti al giorno. Nel 2018 l'impianto è stato vittima di un incendio, che ne ha provocato la successiva chiusura e riduzione ad autorimessa.[30]
- Impianto di compostaggio (VFO): sito in via dell'Olmazzeto, in frazione Maccarese nel comune di Fiumicino, si occupa del trattamento della frazione organica raccolta nei comuni di Roma e Fiumicino. Quest'ultima è costituita dagli scarti della ristorazione e dei mercati rionali romani mentre il comune di Fiumicino conferisce esclusivamente gli scarti della ristorazione; ad essi si aggiungono i risultati della manutenzione di biofiltri presenti presso gli impianti aziendali. La frazione organica viene trasformata in ammendante compostato e rivenduto dall'azienda per utilizzo agricolo o floro-vivaistico; tratta 88 tonnellate di rifiuti organici al giorno per un totale di circa 30000 tonnellate l'anno;[31]
- Termovalorizzatore per rifiuti speciali ospedalieri di Ponte Malnome: sito in via Benedetto Luigi Montel, in frazione Fontignani, ed entrato in servizio nel 1996, trattava circa 60 tonnellate al giorno di rifiuti ospedalieri (come farmaci scaduti) e produceva 3 MW di energia elettrica. A partire dal 2 maggio 2015 l'attività di termovalorizzazione è stata sospesa e l'impianto è attivo per la sola attività di trasferenza di farmaci scaduti e siringhe abbandonate su suolo pubblico;[32]
- Tritovagliatore mobile: impianto mobile di frantumazione primaria e vagliatura dei rifiuti indifferenziati autorizzato dal 2015 per operare all'interno prima del Polo impiantistico di Rocca Cencia e in seguito presso lo stabilimento AMA di viale dei Romagnoli.[33]

## Controversie

### Gestione dei cassonetti per abiti usati
Nel corso del 2015 la gestione dei cassonetti gialli per la raccolta degli indumenti usati di Roma è finita sotto inchiesta nell'ambito di un'indagine coordinata dalla direzione distrettuale antimafia della capitale. Secondo le accuse le cooperative affidatarie del servizio, Sol.co. e Consorzio Bastiani, e le loro relative controllate avrebbero ritirato gli indumenti usati per poi rivenderli indebitamente, con il supporto di organizzazione camorristiche facenti capo a Pietro Cozzolino, nei paesi più poveri, principalmente in Africa ed Europa orientale. Il carico, che ammontava a circa 3 000 tonnellate di indumenti l'anno, veniva spedito dai porti di Civitavecchia e Salerno ed era accompagnato da bolle di accompagnamento false, che ne certificavano l'avvenuta sanificazione, ed era fatturato solo in parte. Nell'ambito della stessa inchiesta l'Autorità garante della concorrenza e del mercato ha comminato due multe di cui una ad AMA da 100 000 euro ed un'altra da 110 000 euro ai consorzi affidatari del servizio per pratiche commerciali scorrette in merito alla gestione dei suddetti cassonetti. Dalle indicazioni, secondo l'autorità, si poteva evincere che la raccolta fosse a fini umanitari mentre essa avveniva a fini commerciali; in particolare AMA sarebbe stata responsabile di non aver vigilato adeguatamente sulle attività dei consorzi. La multa è stata poi confermata nel 2019 dal tribunale amministrativo regionale del Lazio. Nello stesso anno i contenitori sono stati rimossi per poi essere sostituiti e riposizionati a partire dal 2018.
Successivamente, nel 2019, l'allora amministratore delegato di AMA Giovanni Fiscon e un dirigente della stessa società, Marco Casonato, sono stati rinviati a giudizio insieme ai dirigenti di Sol.co e Consorzio Bastiani con le accuse di abuso d'ufficio e turbativa d'asta. Secondo la procura Fiscon avrebbe prorogato indebitamente per sei volte l'affidamento del servizio alle due cooperative mentre Casonato avrebbe concordato il contenuto del bando, poi aggiudicato, con i gestori delle stesse.
La gestione del servizio è tornata sotto la lente dei magistrati amministrativi nel corso del 2020: AMA aveva predisposto l'esclusione da una nuova gara in via di indizione di Trash, una delle cooperative incaricate della raccolta degli abiti usati, in quanto la stessa sarebbe stata inadempiente nel pagamento delle fatture, per un totale mancante di 3 121 385 euro. La cooperativa si è tuttavia rivolta al tribunale amministrativo regionale del Lazio denunciando la mancanza di un regolare contratto di servizio e ottenendo la riammissione alla suddetta gara.

### Polo impiantistico di Rocca Cencia
Nel 2015 la Regione Lazio ha avviato la procedura per la revisione dell'autorizzazione integrata ambientale (AIA) del Polo impiantistico di Rocca Cencia e l'azienda, nel corso delle conferenze di servizi tenutesi successivamente, aveva manifestato l'intenzione di portare avanti tra la fine del 2019 e l'inizio del 2020 delle attività manutentive per adeguare l'impianto alle prescrizioni della suddetta autorizzazione. Tali attività sono state rimandate prima a fine marzo 2020, a causa della necessità di piena funzionalità dell'impianto dopo l'anticipata chiusura della discarica di Colleferro, e poi a data da destinarsi a causa del diffondersi della pandemia di COVID-19. Nel corso del 2019, inoltre, l'impianto è stato danneggiato da un incendio, che ne ha dimezzato la capacità di trattamento di rifiuti.
Nel 2018 l'Agenzia regionale per la protezione ambientale del Lazio ha pubblicato una relazione sull'impianto nell'ambito della revisione della procedura per l'assegnazione dell'AIA fornendo un parere sostanzialmente negativo. Secondo l'ARPA l'impianto produrrebbe rifiuti con caratteristiche di putrescibilità che renderebbero errata la classificazione come frazione organica stabile (FOS). Inoltre non vi sarebbe un'adeguata distinzione tra i siti dedicati allo stoccaggio, e successivo trattamento all'interno dell'impianto, dei rifiuti in ingresso e quelli dedicati alla trasferenza dei suddetti per esser poi affidati al trattamento in impianti terzi. Nel corso dell'anno successivo la Procura della Repubblica presso il Tribunale di Roma ha affidato perizie e controlli sull'impianto che hanno confermato come quest'ultimo produca esalazioni eccessive mettendo in discussione il corretto funzionamento della struttura.
Nell'estate 2020 il giudice per le indagini preliminari ha disposto il sequestro cautelativo dell'intero impianto nell'ambito di un'inchiesta a carico di sei dirigenti ed ex dirigenti di AMA indagati, in concorso di reati, per attività di raccolta, trasporto, recupero, smaltimento, commercio ed intermediazione di rifiuti in mancanza della prescritta autorizzazione, iscrizione o comunicazione.